# Вулиця Червоних партизанів
Ву́лиця Черво́них партиза́нів — зникла вулиця, що існувала в Дарницькому районі міста Києва, місцевість Соцмісто. Пролягала від Фанерної вулиці. 

## Історія
Вулиця виникла у середині XX століття. Ліквідована 1978 року. 